# Мишида
Мишида (Мишада, Мишиде) — река в России, течёт по территории Кушнаренковского района Башкортостана. Устье реки находится на высоте 81 м над уровнем моря в 30 км по левому берегу реки Кармасан. Длина реки составляет 20 км.

## Данные водного реестра
По данным государственного водного реестра России относится к Камскому бассейновому округу, водохозяйственный участок реки — Белая от города Уфы до города Бирска, речной подбассейн реки — Белая. Речной бассейн реки — Кама.
Код объекта в государственном водном реестре — 10010201512111100025156.